# Cruzador de escolho

Ilustração de uma embarcação da classe Dinghy 12 pés.

A classe Cruzador de escolho, originalmente do sueco Skärgårdskryssare e internacionalmente conhecida como Skerry cruiser, é uma classe de iates clássicos de corrida. Originários da Suécia, eles eram historicamente mais populares no mar Báltico, embora algumas classes também tivessem popularidade em outros países europeus e nos Estados Unidos. Os cruzadores de escolho são classes de construção, o que significa que, embora os barcos não sejam idênticos entre si, todos são construídos de acordo com a mesma fórmula, tornando-os amplamente comparáveis em tamanho e desempenho. A maioria dos cruzadores de escolho são barcos esguios, com bordos livres baixos e plataformas altas.

## História

### Origem
Em 1907, a Federação Sueca de Vela estabeleceu um comitê para projetar uma classe nacional de iates de regata. As regras de handicap anteriores tendiam a ser muito simples e os barcos evoluíram para serem máquinas de corrida muito rápidas e extremas, que eram consideradas inseguras e impraticáveis. Outras opções desenvolvidas recentemente foram a regra universal (também chamada de 'regra americana') e a regra do medidor internacional, mas nenhum deles foi considerado totalmente satisfatório pela Federação Sueca de Vela.
Foi aceita, portanto, como a primeira Regra do Metro Quadrado: os iates deveriam ser classificados por sua área de vela que era fixa. Além disso, havia requisitos mínimos de peso e medidas de cabine. Quatro novas classes foram originalmente aceitas: classes de 22m², 30m², 45m² e 55m². As classes de 30m² e 40m² foram aceitas para os Jogos Olímpicos de Verão de 1920, mas poucas embarcações foram inscritas.

### Legado
Tal como acontece com muitas outras regras de handicap e construção, a regra do Metro Quadrado caiu em popularidade quando seus pontos fracos foram descobertos. No entanto, em sua forma revisada, provou ser duradouro e novos barcos seguindo a regra ainda são construídos hoje. As classes mais ativas internacionalmente são as de 22m² e 30m². As classes maiores são principalmente barcos construídos antes da regra de 1925 e geralmente encontrados apenas no Báltico, onde são devidamente cuidados por entusiastas. Embora nunca tenha sido tão difundida quanto a Regra Internacional, a regra do Metro Quadrado tem seguidores dedicados em muitos países.